# Robert Warzycha
Robert Warzycha (Siemkowice, 20 augustus 1963) is een voormalig profvoetballer uit Polen, die zijn actieve carrière in 2002 beëindigde bij Columbus Crew. Hij speelde als aanvallende middenvelder gedurende zijn loopbaan. Nadien stapte hij het trainersvak in. Zijn een jaar jongere broer Krzysztof speelde eveneens op het hoogste niveau en kwam ook uit voor de Poolse nationale ploeg.

## Clubcarrière
Warzycha begon zijn carrière in 1983 bij Budowlani Działoszyn. Met Górnik Zabrze won hij twee keer de Poolse landstitel (1987 en 1988) en de Supercup (1988). In 1990 vertrok hij naar het buitenland, en speelde achtereenvolgens clubvoetbal in Engeland, Hongarije en de Verenigde Staten.
Warzycha was een van de dertien buitenlandse voetballers die in actie kwamen op de allereerste speeldag van de Premier League op 15 augustus 1992. De anderen waren Jan Stejskal, Peter Schmeichel, Andrej Kantsjelskis, Roland Nilsson, Éric Cantona, Hans Segers, John Jensen, Anders Limpar, Gunnar Halle, Craig Forrest, Michel Vonk en Ronny Rosenthal.

## Interlandcarrière
Warzycha kwam in totaal 47 keer (zeven doelpunten) uit voor de nationale ploeg van Polen in de periode 1987–1993. Hij maakte zijn debuut op 11 november 1987 in de EK-kwalificatiewedstrijd tegen Cyprus (0-1), toen hij Jarosław Araszkiewicz in de rust verving. Zijn 47ste en laatste interland speelde Warzycha op 17 november 1993 in de WK-kwalificatiewedstrijd tegen Nederland (1-3) in Poznań. Hij droeg acht keer de aanvoerdersband gedurende zijn interlandcarrière.
| Interlanddoelpunten | Interlanddoelpunten | Interlanddoelpunten | Interlanddoelpunten   | Interlanddoelpunten | Interlanddoelpunten | Interlanddoelpunten | Interlanddoelpunten |
| #                   | Datum               | Locatie             | Wedstrijd             | Goal                | Score               | Uitslag             | Type                |
| ------------------- | ------------------- | ------------------- | --------------------- | ------------------- | ------------------- | ------------------- | ------------------- |
| 1.                  | 22/05/1988          | Dublin              | Ierland – Polen       | 65'                 | 3 – 1               | 3 – 1               | Oefeninterland      |
| 2.                  | 05/09/1989          | Warschau            | Polen – Griekenland   | 2'                  | 1 – 0               | 3 – 0               | Oefeninterland      |
| 3.                  | 21/05/1990          | Marseille           | Polen – VA Emiraten   | 33'                 | 2 – 0               | 4 – 0               | Oefeninterland      |
| 4.                  | 21/05/1990          | Marseille           | Polen – VA Emiraten   | 66'                 | 4 – 0               | 4 – 0               | Oefeninterland      |
| 5.                  | 26/09/1990          | Boekarest           | Roemenië – Polen      | 81'                 | 2 – 1               | 2 – 1               | Oefeninterland      |
| 6.                  | 05/02/1991          | Belfast             | Noord-Ierland – Polen | 17'                 | 0 – 1               | 3 – 1               | Oefeninterland      |
| 7.                  | 17/03/1993          | Ribeirao Preto      | Brazilië – Polen      | 63'                 | 2 – 2               | 2 – 2               | Oefeninterland      |

## Erelijst
Górnik Zabrze
- Pools landskampioen

1987, 1988
- Poolse Supercup

1988
 Budapest Honvéd
- Beker van Hongarije

1996
 Columbus Crew
- Lamar Hunt U.S. Open Cup

2002